# Dragon's Lair
Dragon's Lair est une série de jeux vidéo dont le premier jeu est sorti en arcade sur Laserdisc en 1983,.

## Jeux

### Dragon's Lair
1983 : Laserdisc, Arcade.

### Dragon's Lair II: Escape from Singe's Castle
1987 : Amiga, Atari ST, Commodore 64, DOS, ZX Spectrum.

### Dragon's Lair
1990 aux États-Unis et 1992 en Europe : NES.
Un jeu Dragon's Lair est également sorti sur Super NES en 1992.

### Dragon's Lair II: TimeWarp
1991 : Amiga, Atari ST, CD-i, DOS.

### Dragon's Lair The Legend
1991 : Gameboy

### Dragon's Lair III: The Curse of Mordread
1992 : Amiga, Atari ST, DOS.

### Dragon's Lair 3D: Return to the Lair
2002 : PlayStation 2, GameCube, Windows, Xbox.

### Dragon's Lair III
2005 : PC.

### Compilations
- 1993 : The Animation Classics Pack, Amiga - une compilation comprenant Space Ace, Dragon's Lair II: TimeWarp, Wrath of the Demon ;
- 2001 : La trilogía Dragon's Lair, Windows ;
- 2003 : Dragon's Lair 20th Anniversary Special Edition, Windows.

## Personnages
Le personnage principal est Dirk, un chevalier.
Il y a le Dragon, qui a kidnappé une princesse nommée Daphnee.